# 小行星14995
小行星14995（14995 Archytas）是一颗绕太阳运转的小行星，为主小行星带小行星。该小行星于1997年11月5日发现。

## 轨道参数
小行星14995的轨道半长轴为3.0711955 UA，离心率为0.087。